# Cista jajnika
Cista jajnika je šupljina na jajniku ispunjena tečnim, ili polutečnim sadržajem. Iako je cista jajnika po svojoj prirodi dobroćudna izraslina, ona je kod žena često praćena strahom od maligniteta.

## Epidemiologija
Broj novodijagnostikovanih slučajeva cista na jajnicima se neprestano povećan, štoi nameće potrebu za češćim pregledom kod ginekologa.
Životna dob
Ciste najčešće pogađaju žene tokom reproduktivnog perioda, mada se mogu javiti bilo kada tokom života. Gotovo su česta pojava kod svih žena u premenopauzi i kod svake pete žene nakon menopauze.
Rasne razlike
Ne postoje rasne predilekcija za pojavu cista na jajnicima, osim predilekcije za pojavu cistadenokarcinoma (osobe ženskog pola koje žive na teritoriji Severne Amerike i u zapadnoj Evropi više obolevaju od ovih bolesti).

## Etiopatogeneza
Svakog meseca, u toku menstrualnog ciklusa, na jajniku se stvaraju folikuli koji mogu da dostignu veličinu do 3 cm, nakon ššto se iz njih ne oslobadja zrela jajna ćelija. Kada prsne folikul i oslobodi jajnu ćeliju, nastaje struktura poznata kao „žuto telo” koje se kako odmiče menstrualni ciklus postepeno smanjuje ukoliko ne dođe do oplodnje.

### Vrste
Iako cista jajnika po svojoj građi mogu da budu benigne, ili maligne, one se najčešće javljaju kao benigne, po svojoj prirodi. Oko 10% ovih promena, čine dermoidne ciste.
Folikularna cista jajnika
U normalnom menstrualnom ciklusu jajnik produkuje jajnu ćeliju svakog meseca, koja raste unutar sićušne vrećice koja se zove folikul. Kada jajna ćelja sazri, folikul se otvara i oslobađa u jajovod jajnu ćelje.
Folikularne ciste nastaju kada se folikul ne otvori da bi oslobodio jajnu ćelju. Zbog toga folikul i dalje raste u cisti. Folikula ciste su najčešće bez simptome i nestaju nakon jednog do tri meseca.
Cista žutog tela
Nakon što se folikul otvori i oslobodi jajnu ćelju, prazna vreća folikula se smanjuje i formira masu ćelija zvanih žuto telo (corpus luteum). Žuto telo luči hormone koji imaju za cilj da pripreme stvaranje jajnih ćelja za naredni menstrualni ciklus. Ciste žutog tela nastaju ako se vrećica nakon izbacivanja jejne ćelije ne smanji, i počinje sa nakupljanjem tečnosti. Većina ciste žutog tela koje nestaju nakon nekoliko nedelja, mogu narasti na gotovo četiri inča u širinu. Takođe mogu krvariti ili uvrnuti jajnik i prouzrokovati bol. Neki lekovi koji se koriste za izazivanje ovulacije mogu povećati rizik od nastanka ovih cista.
Endometrioza
Endometrioza je benigna bolest kod žena, kod koje se mali komadi endometrijuma, unutrašnjeg tkiva materice, mogu pronaći izvan materice u drugim organima i tkivima.
Dermoidna cista
Nastaju iz ćelija prisutnih od rođenja i obično ne izazivaju simptome.
Cistadenom
Cistadenomi su ciste ispunjeni vodenastom tekućinom i ponekad mogu poprilično narasti.

## Klinička slika
u većini slučajeva, kliničku slika je bez simptoma, tako da se dijagnoza često postavlja sasvim slučajno tokom pregleda zbog drugijh bolesti. Čak i maligne ciste dugo vremena mogu da ne prouzrokuju nikakve simptome.
Najčešći simptomi su:
- osećaj nelagodnsoti i bola u donjem delu trbuha
- akutni abdomen (veoma oštar i jak, probadajući bol sa mučninom, povraćanjem i povišenom telesnom temperaturom) izazvan torzijom (uvrtanjem)
- pojave bolnih seksualnih odnosa
- nepravilnosti tokom menstrualnog siklusa i krvarenja van ciklusa
- pojava nadutosti trbuha
- nedostatak apetita i gubitak telesne težine, kod malignih cisti u uznapredovalim stadijumima bolesti
- nedostatak daha,
- uvećanje limfnih čvorova

Velike ciste se nekada mogu napipati preko trbušnog zida

## Dijagnoza
Ddijagnoza cista na jajnicima se postavlja: anamnezom, kliničkom sikom i detaljnim ginekološkim pregledom.
Detaljna dijagnoza se postavlja na osnovu ultrazvučnog pregleda male karlice.
Nije neophodno raditi posebne laboratorijske analize, ali se mora uzeti u obzir mogućnost postojanja malignih promena, pa se u tom slučaju moraju uradi analize tumorskih markera.
Skener (kompjuterizovana tomografija) i nuklearna magnetna rezonanca se reše koriste u dijagnozi benignih cisti jajnika.

## Terapija
Terapija ciste jajnka u većem broju slučajeva, kod malih cisti je nepotrebna jer takve ciste ne pričinjavaju probleme, i ne zahtevaju lečenje.
Kod žena u menopauzi, kod kojih su tumor markeri negativni, a ciste manje od 5 cm, takve ciste se povremeno prate.
Ukoliko su ciste veće od 5 cm u prečniku, treba razmišljati o hirurškom uklanjanju promena, primenom kalsične ili laparoskopskom tehnikom.

## Spoljašnje veze
|  | Molimo Vas, obratite pažnju na važno upozorenje u vezi sa temama iz oblasti medicine (zdravlja). |